# غلين أبوت
غلين أبوت (بالإنجليزية: Glenn Abbott)‏ هو لاعب كرة قاعدة أمريكي، ولد في 16 فبراير 1951 في ليتل روك في الولايات المتحدة.

## وصلات خارجية
- غلين أبوت على موقعبيزبول رفرنس.كوم (الدوري الرئيسي) (الإنجليزية)
- غلين أبوت على موقعبيزبول رفرنس.كوم (الدوري الثانوي) (الإنجليزية)
- غلين أبوت على موقع جمعية أبحاث البيسبول الأمريكية (الإنجليزية)
- غلين أبوت على موقع مشجعي الرسوم البيانية (الإنجليزية)